# Vizuelizacija bioloških podataka
Vizuelizacija bioloških podataka je grana bioinformatike koja se bavi primenom računarske grafike, naučne vizuelizacije, i informacione vizuelizacije u raznim oblastima nauka o životu. To obuhvata vizuelizaciju sekvenci, genoma, poravnavanja, filogenskih struktura, makromolekula, šema sistemske biologije, mikroskopskih slika, i podataka magnetno rezonantne tomografije. Softveska oruđa koja se koriste za vizuelizaciju bioloških podataka su u opsegu od jednostavnih, samostalnih programa do kompleksnih, integrisanih sistema.
Količina i raznovrsnost bioloških podataka se veoma brzo uvećavaju. Ključni korak u razumevanju i učenju iz tih podataka je vizuelizacija. Iz tog razloga dolazi do uporedog razvoja sistema za vizuelizaciju bioloških podataka .
Jedan od novonastalih trendova je zamagljivanje granica između vizuelizacije 3D struktura u atomskoj rezoluciji, vizuelizacije velikih kompleksa snimljenih putem krioelektronske mikroskopije, i vizuelizacije lokacije proteina i kompleksa unutar ćelija i tkiva.